# Amram
Pour les articles homonymes, voir Amram (homonymie).
Amram, en hébreu עַמְרָם (ʿamram), en arabe عمران (ʿimrān), est le nom d'un personnage biblique et coranique, fils de Qehath et père de Moïse.

## Dans la Bible
Dans la Bible, Amram appartient à la tribu de Lévi. Il est le fils de Qehath, fils de Lévi. Il est le mari de Yokébed et le père de Aaron, Myriam et Moïse.  Il a trois frères qui s'appellent Yitsehar, Hébrôn et Ouzziël,,,,. La famille des amramites, descendants d'Amram, est recensée dans le désert du Sinaï lors de la sortie d'Égypte mais elle n'est plus mentionnée dans le nouveau recensement dans les plaines désertiques de Moab (royaume) avant l'entrée dans le pays de Canaan.
Le nom d'Amram ne figure pas dans le récit de la naissance de Moïse. Il n'apparait que dans des généalogies plus tardives, attribuées par la critique biblique à un rédacteur sacerdotal (Exode 6,20, Nombres 26,59).

## Judaïsme
D'après le Talmud, c'est Amram qui promulgua les lois du mariage juif et du divorce alors que les Israélites étaient esclaves en Égypte. Selon l’aggada, il était à la tête du Sanhédrin (Exode Rabba 1.13). Selon le traité Sota, Amram divorça de Yokébed lorsque Pharaon ordonna la mise à mort des enfants mâles. Son exemple fut suivi par le reste des fils d'Israël. Sa fille Myriam lui fit remarquer que son acte était pire que le décret de Pharaon car Pharaon ne condamnait que les garçons alors qu'Amram condamnait tous les enfants.    Amram reprit sa femme et enfanta Moïse (Sota 12a).
Parmi les manuscrits de la mer Morte, les chercheurs ont identifié un texte en araméen appelé Visions de d'Amram qui relate les dernières paroles d'Amram.

## Islam
'Îmran', Amram ou Imran est le nom d'une famille qui dans la tradition musulmane désigne les ancêtres de Moïse (appelé Mūsā dans la tradition musulmane) et ceux de Jésus/Îsâ par sa branche maternelle. C'est de cette famille que descend aussi Jean le Baptiste (appelé Yahya dans la tradition musulmane).   "Maryam" a été appelée "sœur de Haroun" , et "Haroun" a été désigné "frère de Moussa " , et  est nommé "fils de Maryam" , selon des livres coraniques  . D'après une source le prénom "Imran"  n'apparaît pas dans le Nouveau Testament mais  les traditions catholique et orthodoxe le nomment Joachim (Protévangile de Jacques). La sourate III du Coran porte le nom de la famille de `Imrân ou `Imrân (en arabe : āl ʿimrān, آل عمران). Cette sourate fait l'éloge de la famille d'`Imrân. Elle crée un parallèle entre la famille de Jésus et celle de Moïse, Myriam, la sœur de Moïse étant comparée (confondue selon certains) avec Myriam (= Marie) la mère de Jésus, Jésus devenant ainsi un nouveau Moïse.